# Distretto di Iquitos
Il distretto di Iquitos è uno dei tredici distretti della provincia di Maynas, in Perù. Si trova nella regione di Loreto e si estende su una superficie di 358,15 chilometri quadrati.
Istituito il 7 febbraio 1866, ha per capitale la città di Iquitos.